# Norbert Treuheit

Norbert Treuheit (2019)

Norbert Treuheit (* 30. Oktober 1956 in Fürth) ist ein deutscher Verleger. Er ist Gründer und Geschäftsführer des ars vivendi verlags.

## Leben und Wirken
Norbert Treuheit wurde 1956 in Fürth geboren und wuchs in Cadolzburg auf. Zunächst absolvierte er an der Universität Erlangen-Nürnberg das Magisterstudium der Anglistik, Neueren deutschen Literaturgeschichte und Iberoromanischen Philologie. Nachdem er zwei Jahre als Dozent (DAAD-Lektor) an der University of Southampton in England tätig gewesen war, folgte das Aufbaustudium der Buchwissenschaft in München.
1988 gründete Treuheit gemeinsam mit Friedrich Kehrer (* 1959) in Cadolzburg den ars vivendi verlag. Das Startkapital betrug gerade einmal 5000 Mark. Seit 1990 ist er alleiniger Geschäftsführer und Verleger.
Er ist Herausgeber mehrerer Anthologien, u. a. Englische Erzähler des 20. Jahrhunderts (Heyne), Literarische Streifzüge durch Kneipen, Cafés und Bars und der Reihe Postcard Stories. Als Mitherausgeber der Edition moderne fränkische Klassiker im ars vivendi verlag widmete sich Treuheit der Neuauflage längst vergriffener Titel, beispielsweise von Natascha Wodin, Bernhard Kellermann, Hermann Kesten und Jakob Wassermann.
Bereits 1996 erhielt Norbert Treuheit den Preis des Kulturfonds der Tucher Stiftung. Für seine Verdienste bei der Förderung der fränkischen Literaturszene erhielt Treuheit 2008 den Kulturpreis der IHK-Kulturstiftung der mittelfränkischen Wirtschaft. Der Sonderpreis ist mit 5000 Euro dotiert. „Für große Aufmerksamkeit sorgte Treuheit durch die Neuübersetzung der gesamten Werke Shakespeares in 39 Bänden durch Frank Günther als einzigen Übersetzer. Dies sei ein literaturgeschichtliches Novum“, so die Jury. Für seinen ars vivendi verlag erhielt Norbert Treuheit 2019 den Deutschen Verlagspreis.
Treuheit war 2002 Mitbegründer des Kulturbauhof e. V. in Cadolzburg und blieb bis 2019, zu dessen Auflösung, Teil des Veranstaltungsteams. In den 17 Jahren seiner Existenz richtete der Verein etwa 100 Veranstaltungen aus, an denen vornehmlich fränkische Künstler mitwirkten.
Für den Kulturpreis der Stadt Nürnberg saß Treuheit von 1992 bis 2002 im Beratergremium. Von 2015 bis 2018 gehörte Treuheit der Jury an, die jährlich Bayerns Buchhandlung des Jahres auszeichnet.
Seit 2019 ist Treuheit Jury-Mitglied für den Wolfram-von-Eschenbach-Preis, einen mit 15.000 Euro dotierten Kulturpreis des Bezirks Mittelfranken.

## Veröffentlichungen

### Als Herausgeber
- Englische Erzähler des 20. Jahrhunderts. Heyne, München 1994, ISBN 978-3-453-07449-1.
- Postcard Stories. ars vivendi, Cadolzburg 2005, ISBN 978-3-89716-697-4.
  - mit Texten von Sibylle Berg, Rafik Schami, Juli Zeh, Ewald Arenz, Selim Özdoğan, Georg Klein, Friedrich Ani, Ilija Trojanow, Thommie Bayer, Eva Menasse, Tilman Spengler, Burkhard Spinnen und anderen.
- Postcard-Stories Crime. ars vivendi, Cadolzburg 2006, ISBN 978-3-89716-705-6.
- Nürnberg zu Fuß. ars vivendi, Cadolzburg 2010, ISBN 978-3-89716-995-1.
- Zug um Zug Eisenbahn – Postcardstories. ars vivendi, Cadolzburg 2010, ISBN 978-3-89716-404-8.
  - mit Texten von Rafik Schami, Ulrike Draesner, Jan Beinßen, Nora Gomringer, Root Leeb, Veit Bronnenmeyer und anderen.
- Best of Frankenkrimis – 14 Crime Stories. ars vivendi, Cadolzburg 2016, ISBN 978-3-86913-655-4.
  - mit Texten von Jan Beinßen, Tommie Goerz, Dirk Kruse, Tessa Korber, Veit Bronnenmeyer, Theobald Fuchs, Horst Prosch, Petra Nacke, Elmar Tannert, Sigrun Arenz, Thomas Kastura, Killen McNeill, Gottfried Röckelein und Helmut Vorndran.
- Christkindles-Blues – Fränkische Geschichten und Gedichte zum Fest. ars vivendi, Cadolzburg 2016, ISBN 978-3-86913-732-2.

### Als Mitherausgeber
- ... zwischen Sekt und Selters. Literarische Streifzüge durch Kneipen, Cafés und Bars. ars vivendi, Cadolzburg 1989, ISBN 978-3-927482-02-9.
  - mit Friedrich Kehrer
- Literarische Streifzüge durch Kneipen, Cafés und Bars. Anthologie. ars vivendi, Cadolzburg 1994, ISBN 978-3-927482-83-8.
  - mit Helga Blum
- Deutschland zwischen Sekt & Selters. ars vivendi, Cadolzburg 1999, ISBN 978-3-89716-077-4.
  - mit Manfred Schiefer
- Made in Franken – Best of Mundart. ars vivendi, Cadolzburg 2018, ISBN 978-3-86913-876-3.
  - mit Steffen Radlmaier

## Auszeichnungen
- 1996: Tucher-Kulturpreis
- 2008: Förderpreis Literatur der IHK-Kulturstiftung der mittelfränkischen Wirtschaft 2008
- 2019: Deutscher Verlagspreis 2019 für den ars vivendi verlag